# Sân vận động Thể thao Pueblo Nuevo
Sân vận động Thể thao Pueblo Nuevo (tiếng Tây Ban Nha: Estadio Polideportivo de Pueblo Nuevo) là một sân vận động đa năng ở San Cristóbal, Venezuela. Sân hiện đang được sử dụng chủ yếu cho các trận đấu bóng đá và là sân nhà của câu lạc bộ Deportivo Táchira F.C. Sân vận động có sức chứa 38.755 người.
Sân được gọi là "ngôi đền thiêng liêng của bóng đá" ở Venezuela, vì ở sân vận động này, nơi Venezuela có một số kết quả trận đấu bóng đá tốt nhất, và sân nằm ở khu vực Andes yêu bóng đá điển hình, tương phản với phần lớn đất nước, nơi bóng chày phổ biến hơn.

## Cúp bóng đá Nam Mỹ 2007
Sân vận động là một trong những địa điểm của Cúp bóng đá Nam Mỹ 2007, và đã tổ chức các trận đấu sau:
| Ngày                | Thời gian (EDT) | Đội #1    | Kết quả | Đội #2  | Vòng   |
| ------------------- | --------------- | --------- | ------- | ------- | ------ |
| 26 tháng 6 năm 2007 | 20:45           | Venezuela | 2–2     | Bolivia | Bảng A |
| 30 tháng 6 năm 2007 | 16:00           | Bolivia   | 0–1     | Uruguay | Bảng A |
| 30 tháng 6 năm 2007 | 20:45           | Venezuela | 2–0     | Perú    | Bảng A |
| 7 tháng 7 năm 2007  | 18:00           | Venezuela | 1–4     | Uruguay | Tứ kết |